# Ceratomia undulosa

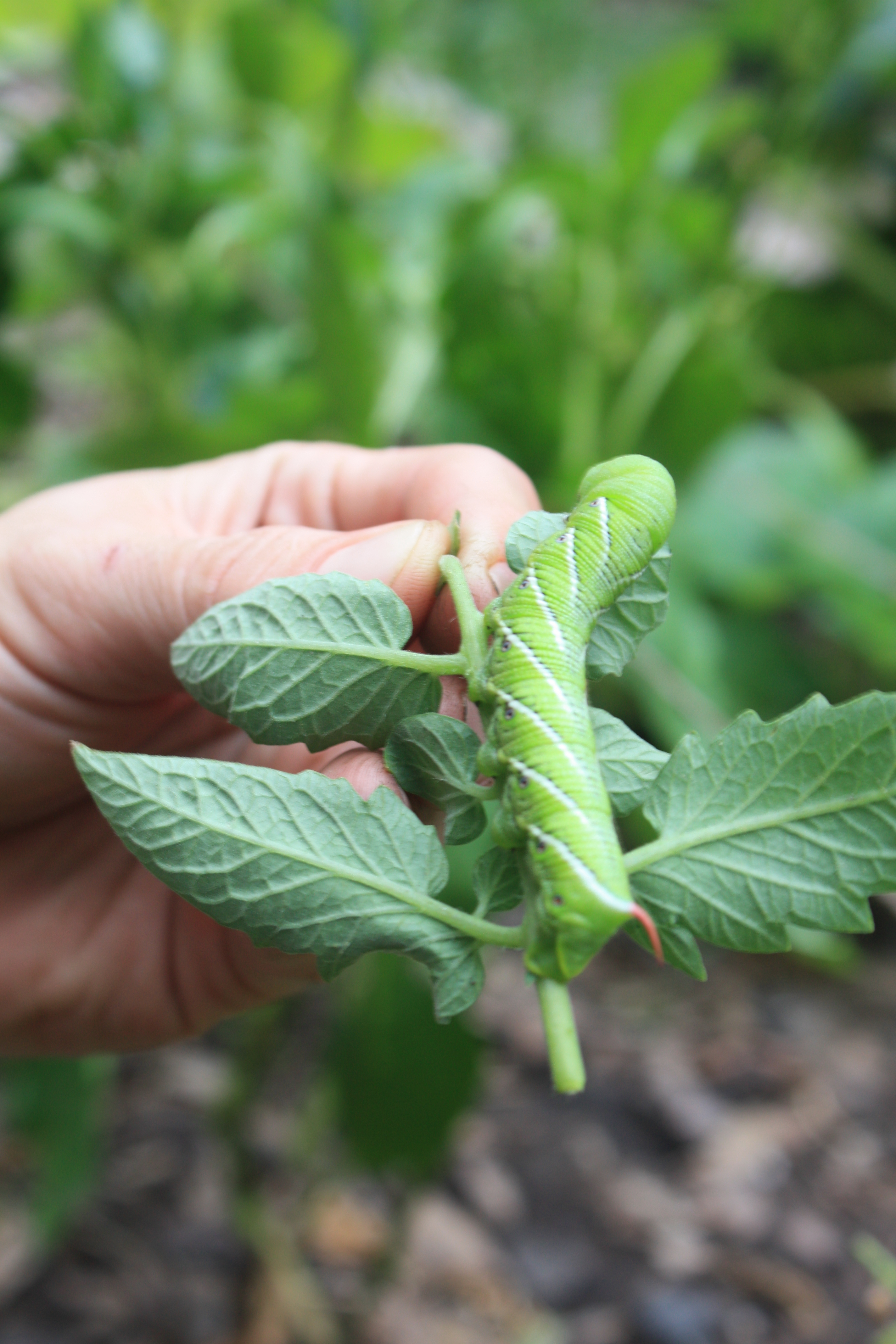
Raupe von Ceratomia undulosa

Ceratomia undulosa ist ein Schmetterling (Nachtfalter) aus der Familie der Schwärmer (Sphingidae). Die Art zählt zu den häufigsten Schwärmerarten im Osten von Nordamerika.

## Merkmale
Die Falter haben eine Vorderflügellänge von 40 bis 48 Millimetern. Die Färbung der Falter ist variabel. Individuen aus dem Norden des Verbreitungsgebiets sind eher sehr dunkel, mit reduzierter weißer Zeichnung. Individuen aus dem Westen Pennsylvanias und dem Osten New Yorks sind häufig melanistisch und damit nahezu schwarz gefärbt. Tiere aus dem Südwesten von Texas sind eher wenig kontrastreich grau gefärbt. Es gibt auch hell gelblichbraune Individuen. Die Art kann mit Ceratomia catalpae und Ceratomia hageni verwechselt werden. Von ersterer Art kann man sie jedoch einfach durch die Vorderflügelmusterung unterscheiden. Die Musterung besteht bei Ceratomia undulosa fast immer stark kontrastierend aus Grautönen, Weiß und Schwarz. Auch ist auf der Oberseite eine deutliche weiße Mediallinie und ein weißer Diskalfleck sowie eine weiße Binde am Außenrand-Saum ausgebildet. Bei Ceratomia catalpae ist die Musterung durch eine stumpfe Braunfärbung überdeckt und es fehlen die weißen Elemente. Ceratomia hageni besitzt nur den weißen Diskalfleck und den weißen Saum, die restlichen weißen Elemente fehlen ebenso. Die weiße Medianlinie ist bei dieser Art durch eine dunkle ersetzt, wobei zusätzlich der Submarginalbereich und die Flügelspitze weiß gezeichnet sind. Die Hinterflügel von Ceratomia undulosa sind grau mit undeutlichen dunklen Binden.
Die Raupen sind recht variabel. Ihre Grundfarbe reicht von hellgrün bis dunkelbraun und es gibt viele Individuen, die mit diesen in Farbkombinationen gefleckt sind. Der Rücken ist in der Regel dunkler gefärbt als die Bauchseite. Die Raupen haben einen langen, schlanken Körper mit auffälligem Analhorn. An den Seiten tragen sie sieben weiße Schrägstreifen, die von der Vorderseite des jeweiligen Segments etwa auf der Höhe der Stigmen bis zum Rücken des darauffolgenden Segments führen. Der Körper der Tiere ist sehr glatt. Verpuppungsbereite Raupen nehmen eine rosa Farbe an.
Die Puppe ähnelt der von Ceratomia sonorensis. Sie ist nahezu schwarz und hat einen dunkelbraunen Schimmer an den Enden jedes Hinterleibssegments. Ihre Oberfläche ist etwas rau. Die Rüsselscheide ist verwachsen, der kurze, sehr breite Kremaster endet in einer Doppelspitze.

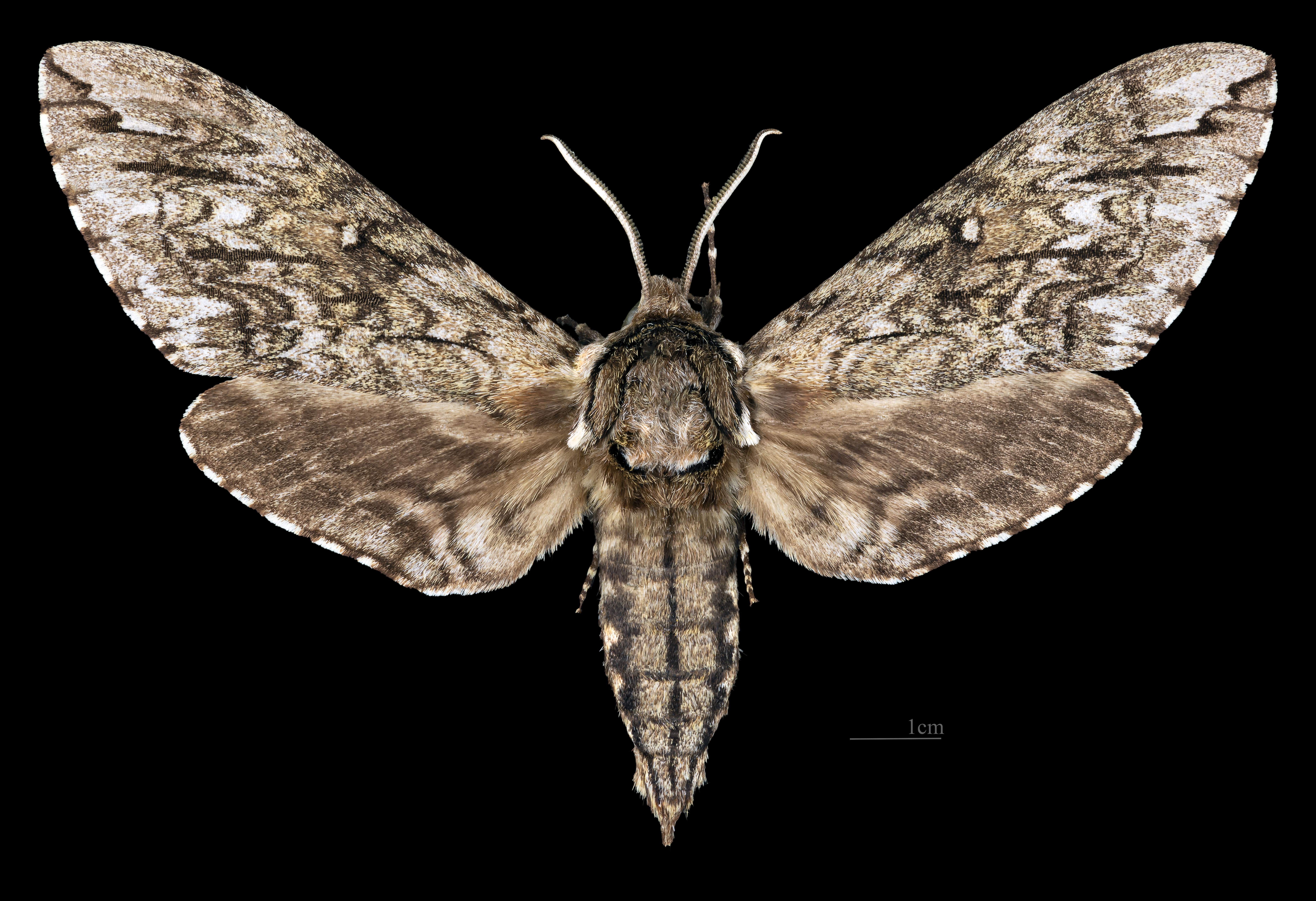
Ceratomia undulosa♂
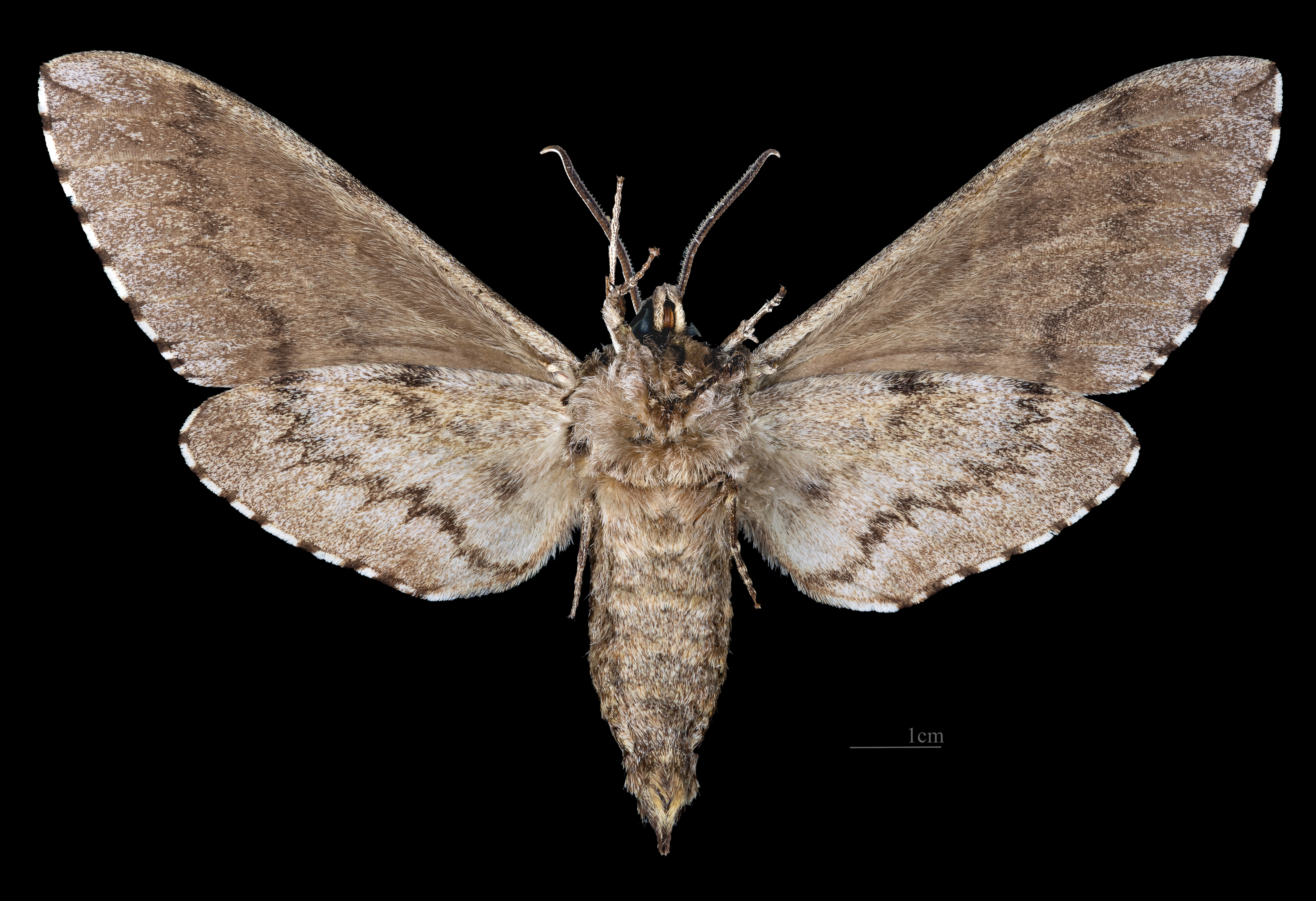
Ceratomia undulosa♂  △
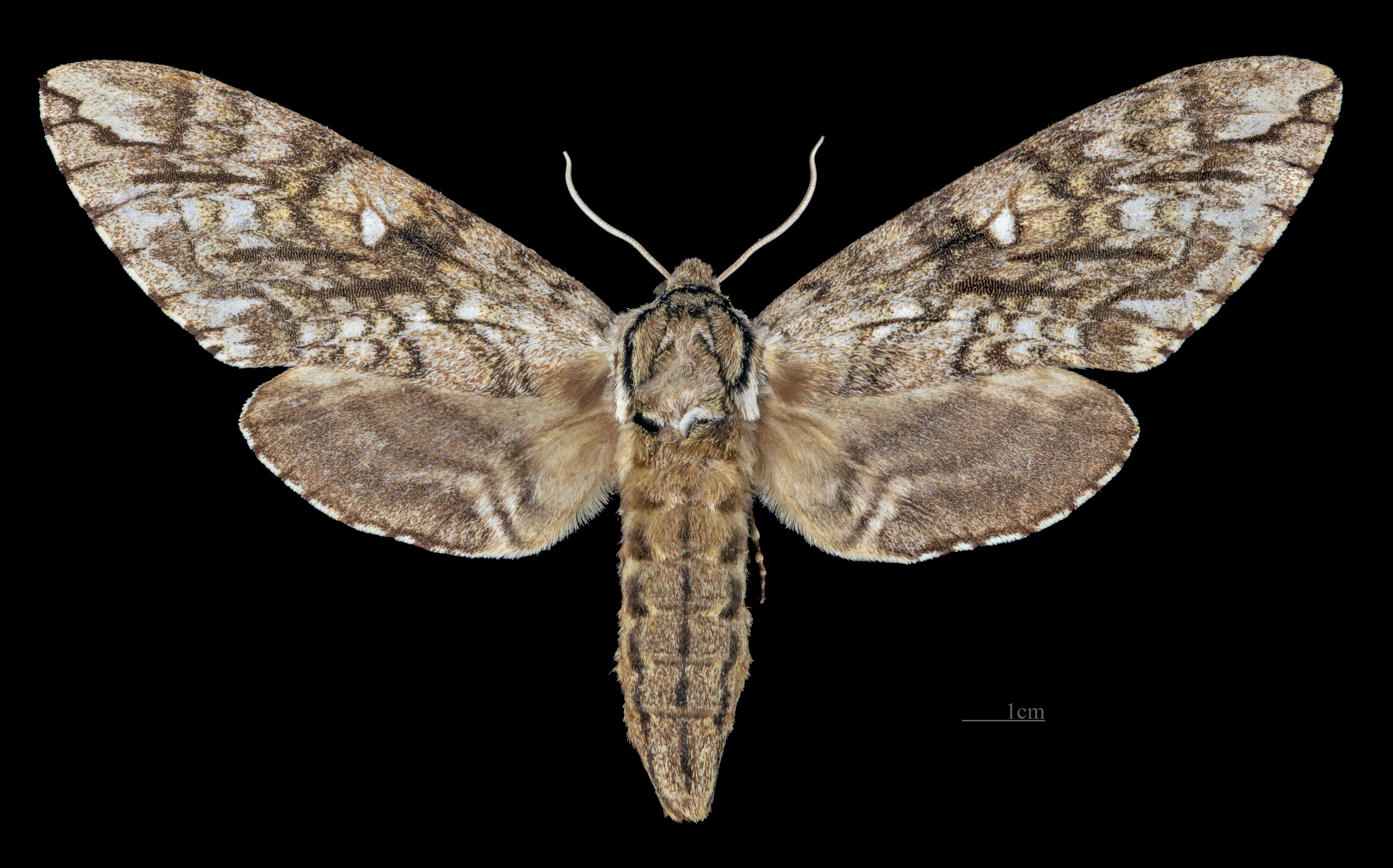
Ceratomia undulosa ♀
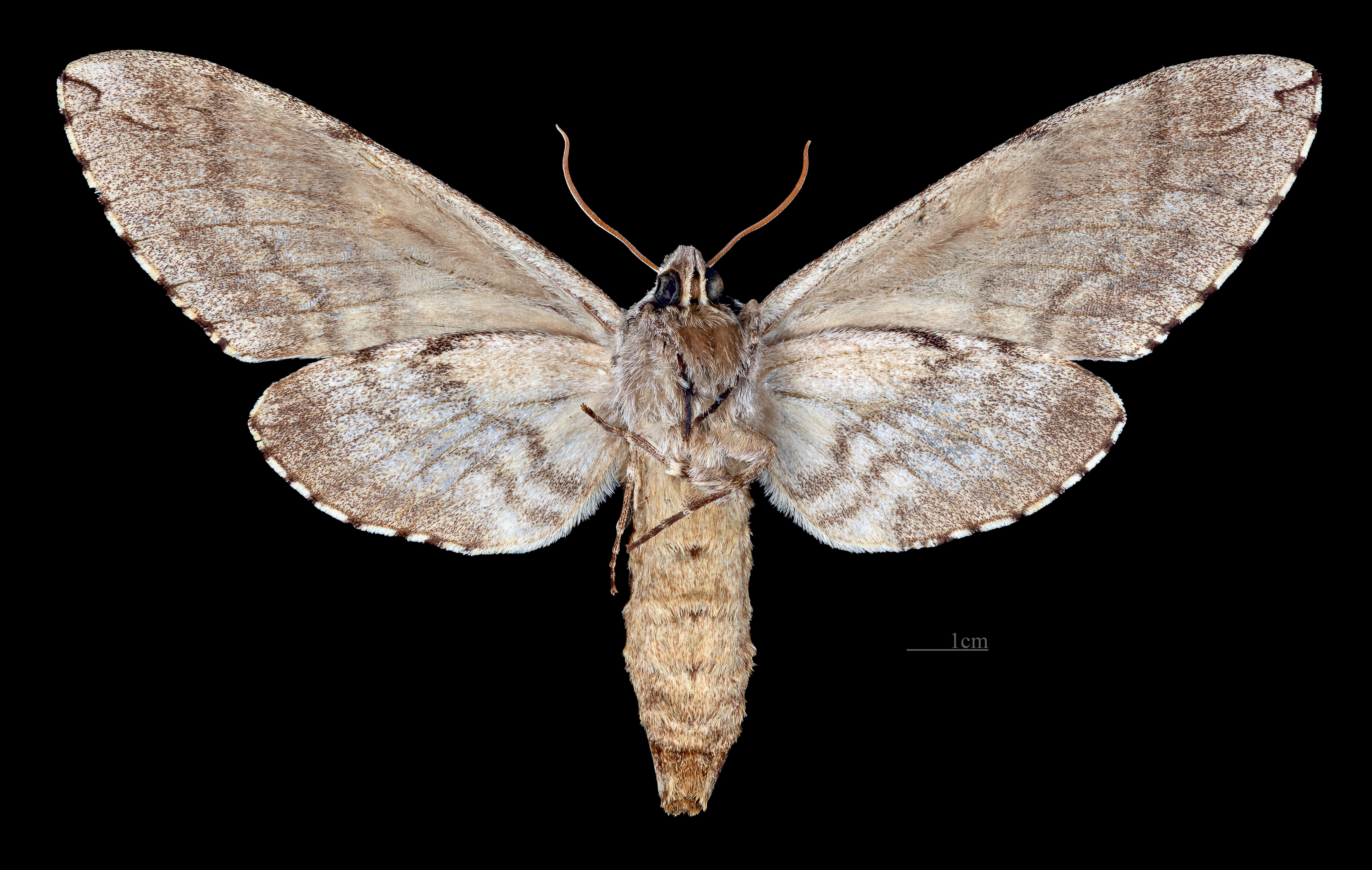
Ceratomia undulosa  ♀ △

## Vorkommen
Die Art hat in Nordamerika eine ähnliche Verbreitung wie Ceratomia amyntor, das Verbreitungsgebiet ist aber größer. Im Osten findet man die Art vom Süden Floridas nördlich bis nach Corner Brook in Neufundland. Sie tritt im gesamten Zentrum des Kontinents vom Westen Texas’ über den Nordosten Utahs, den Osten Montanas bis in Ausläufer der Rocky Mountains in Alberta auf. In Kanada ist sie von der Prince Edward Island und Nova Scotia bis in den Osten Albertas verbreitet.
Ceratomia undulosa besiedelt dichte Waldgebiete mit Bewuchs von Eschen. Wie auch Ceratomia amyntor ist die Art im Osten häufig, im Westen jedoch nur lokal verbreitet.

## Lebensweise
Die Falter fliegen nachts häufig Lichtquellen an. Obwohl der Saugrüssel nur eine Länge von etwa 11 Millimetern erreicht, ist trotz schlechter Dokumentation davon auszugehen, dass die Art Nahrung aufnehmen kann, zumal auch die notwendige Muskulatur ausgebildet ist. Andere Quellen nennen Saugrüssellängen von bis zu 30 Millimetern.

### Flug- und Raupenzeiten
Die Falter fliegen ziemlich im gesamten Verbreitungsgebiet von Ende Mai bis Mitte Juli. Im Osten Ontarios kann man zwei Maxima Mitte Juni und Mitte Juli erkennen, wobei jedoch bimodale Flugzeiten bei Schwärmern ansonsten nicht bekannt sind. In Louisiana fliegt die Art in mehreren Generationen von März bis September.

### Nahrung der Raupen
Die Raupen ernähren sich hauptsächlich von Eschen (Fraxinus), man hat sie aber auch an Liguster (Ligustrum) und Chionanthus virginicus gefunden, die ebenso zu den Ölbaumgewächsen (Oleaceae) zählen. Es gibt auch Nachweise an Eichen (Quercus) und Weißdornen (Crataegus).

## Entwicklung
Die Weibchen legen ihre blassgrünen, mittelgroßen Eier einzeln an der Unterseite der Raupennahrungspflanzen ab. Nach etwa acht Tagen schlüpfen die Raupen. Die Verpuppung erfolgt in einer Kammer einige Zentimeter tief im Erdboden.

## Belege